# Sistema Corporativo da Qualidade
O Sistema Corporativo da Qualidade é um processo padronizado de organização e gerência de empresas, empreendimentos, órgãos públicos e projetos; composto por um conjunto de programas, ferramentas e métodos que têm como objetivo a produção de bens ou prestação de serviços com a melhor qualidade pelo menor custo.
O surgimento desse sistema ocorreu no Japão durante o processo de reconstrução nacional após o fim da II Guerra Mundial; a Qualidade foi consolidada e divulgada naquele país através dos CCQ’s - Círculos de Controle da Qualidade na década de 60. A partir dos anos 70, o sistema da Qualidade foi difundido no ocidente sendo então amplamente utilizado com sucesso em todos os países do mundo, tanto por pequenas empresas quanto por multinacionais.
Assim como a ciência da Administração, a teoria e a prática da Qualidade se inter-relacionam com diversas áreas do conhecimento, sendo que o sistema da Qualidade está fundamentado principalmente na Gestão por Objetivos de Peter Drucker, no Controle Estatístico de Processos de Walter Shewhart, nas técnicas de Organização e Métodos, nos princípios da Administração Científica de Frederick Taylor e nos elementos de administração da Escola Clássica de Henri Fayol.
O objeto do sistema da Qualidade, ou seja, aquilo que pretende obter; é a satisfação do cliente e o atendimento de suas exigências.

## PROGRAMAS

### 1.1 - Programa 5S
Etapa inicial e base para a implantação do sistema da Qualidade, o Programa 5S é pré-requisito para as mudanças organizacionais e comportamentais necessárias à implantação bem sucedida e eficaz desse sistema, pois objetiva sensibilizar os colaboradores para o entendimento das vantagens individuais e coletivas decorrentes da organização e disciplina na execução do trabalho.
Além de mobilizar e motivar os colaboradores para a Qualidade, o programa também promove a prevenção de acidentes no trabalho, combate ao desperdício, redução de custos e aumento da produtividade. O Programa 5S teve origem nas tradições domésticas da cultura japonesa, tem caráter educativo e foi adaptado e incorporado ao ambiente empresarial na década de 60. O 5S é assim chamado devido a primeira letra das seguintes palavras: Seiri, Seiton, Seiso, Seiketsu, Shitsuke.
São 5 fases implantadas gradual e sequencialmente em cada órgão da empresa.

#### - 1ª Fase: Descarte
Tenha apenas o necessário, na quantidade certa. (seiri)

#### - 2ª Fase: Arrumação
Um lugar para cada coisa. Cada coisa no seu lugar. (seiton)

#### - 3ª Fase: Limpeza
Local de trabalho limpo é bem estar para todos. (seiso)

#### - 4ª Fase: Higiene
Asseio, limpeza e segurança é qualidade de vida no trabalho. (seiketsu)

#### - 5ª Fase: Disciplina
Ordem, rotina e melhoria contínua na execução de tarefas. (shitsuke)

### 1.2 - Programa de Gerência da Rotina Diária
Núcleo do sistema da Qualidade e seu programa mais importante a Gerência da Rotina Diária utiliza as técnicas de Organização e Métodos para racionalizar, padronizar e documentar processos, especialmente as etapas, rotinas, tarefas e procedimentos do processo de produção do bem ou serviço da empresa, sua principal atividade. O Fluxograma – uma das ferramentas da Qualidade – utiliza símbolos padronizados, para  mostrar  graficamente as etapas e eventos dos processos. A Descrição da Rotina complementa o Fluxograma e estabelece em termos literais, o passo a passo para a execução padronizada de todas as tarefas dos processos mais importantes da empresa.
As técnicas de O&M têm antecedência no início do século passado, nos estudos de Taylor sobre racionalização do trabalho, tempos e movimentos, desperdício e eficiência do trabalhador. Sob o título de “Substituição dos métodos empíricos por métodos científicos” no capítulo I do livro Princípios de Administraçâo Científica, Taylor afirma textualmente:  Entre os vários métodos e instrumentos utilizados em cada operação, há sempre método mais rápido e instrumento melhor que os demais. Estes métodos e instrumentos melhores podem ser encontrados bem como aperfeiçoados na análise científica de todos aqueles em uso, juntamente com acurado e minucioso estudo de tempo. Isto acarreta gradual substituição dos métodos empíricos pelos científicos, em todas as artes mecânicas.
É nesse programa que se define e divulga para os colaboradores a Missão da empresa e o ramo de negócio onde atua, porque ambos irão direcionar e delimitar a ação de todos em função do processo de produção; núcleo, razão da existência e sobrevivência da empresa.

### 1.3 - Programa de Gerência pelas Diretrizes
Programa baseado na Visão da Alta Direção quanto aos objetivos da empresa, isto é, posições e resultados a serem alcançados no futuro em prazo nunca inferior a cinco anos. A finalidade do programa é sistematizar o Planejamento Estratégico e seus desdobramentos ao longo do tempo, garantindo a fluidez das informações e determinações da Alta Direção através dos diversos níveis hierárquicos da estrutura organizacional, com isso atende as necessidades de comunicação do processo decisório da empresa na sua totalidade.

#### - Planejamento Estratégico: Longo prazo
Alta Direção: disponibiliza ao longo do tempo, recursos humanos, materiais e financeiros na escala necessária para alcançar posições e resultados declarados na Visão.

#### - Planejamento Tático: Médio prazo
Gerência: elabora planos de ação; aloca recursos nos diversos órgãos; distribui tarefas  e estabelece metas anuais.

#### - Planejamento Operacional: Curto prazo
Supervisores e colaboradores: cumprem as metas de quantidade, custos, prazo, qualidade e atendimento, transformando o que foi planejado em resultados quantitativos e qualitativos. 

Os resultados obtidos serão utilizados para avaliação, eventuais correções ou ajustes em processos e também no próximo ciclo de planejamento.
Esse programa traduz a essência da Gestão por Objetivos ou Administração por Objetivos de Peter Drucker: foco nos resultados com descentralização de atividades e delegação de autoridade através do Planejamento Estratégico, que é desdobrado em  Planejamento Tático e Planejamento Operacional de acordo com os níveis hierárquicos da estrutura organizacional da empresa.

### 1.4 - Programa de Melhoria Contínua (Kaizen)
Etapa final para implantação do sistema corporativo da Qualidade e síntese de todas as suas práticas, este programa tem como centro de suas atividades o Ciclo PDCA cuja sigla é formada pelas letras iniciais das palavras: Plan, Do, Check e Action. O Ciclo PDCA representa um modelo conceitual que consolida e estrutura as funções administrativas na seguinte ordem: planejamento (Plan), execução (Do), controle (Check) e ação corretiva (Action).
Cada uma dessas funções administrativas tem seu correspondente no sistema da Qualidade, a saber: planejamento (Programa de Gerência pelas Diretrizes), execução (Programa 5S e Programa de Gerência da Rotina Diária), controle (Ferramentas da Qualidade), ação corretiva (Métodos de Identificação, análise e solução de problemas). Essa correspondência obedece à tendência holística do Universo; reunir elementos em conjuntos unitários formando totalidades organizadas em torno de um núcleo, por exemplo: o átomo, a célula, o sistema solar, a galáxia..., no presente caso, o das empresas, a correspondência entre funções administrativas e o sistema da Qualidade possibilita o conhecimento, domínio e gerência da empresa como um todo, uma totalidade organizada em torno de um núcleo, o processo de produção.
Esse fato viabiliza a eficácia da Governança nos órgãos públicos e da Gerencia Corporativa nas empresas privadas pelo atendimento das exigências e da satisfação dos clientes, que é objeto do sistema da Qualidade e por extensão, garantia de sobrevivência da empresa.
As funções administrativas consolidadas e estruturadas no Ciclo PDCA, surgiram de forma embrionária no início dos anos 1900, citadas nos elementos de administração da Escola Clássica de Fayol, e nos princípios da Administração Científica de Taylor, o primeiro abordando a gestão administrativa da empresa e o segundo a produção e racionalização do trabalho; ambos com ênfase no planejamento de característica linear, com princípio e fim, sob influência das linhas de produção que então surgiam com a indústria automobilística. Na década de 30 Shewhart propõe um modelo cíclico para as atividades de inspeção relacionadas às funções administrativas do processo de produção com ênfase no controle estatístico. Em 1950 Deming apresenta o modelo cíclico no Japão durante seminário realizado pela JUCE -  União Japonesa de Cientistas e Engenheiros. Com o sucesso obtido principalmente na indústria automobilística japonesa o PDCA cíclico tornou-se o conceito mais conhecido do sistema da Qualidade, tem aceitação universal sendo constantemente citado e utilizado tanto por empresas públicas quanto por empresas privadas. Ocasionalmente o Ciclo PDCA sofre desdobramentos, acréscimos e reduções de acordo com a conveniência daqueles que dele fazem uso, entretanto, essas modificações em nada lhe alteram a simplicidade conceitual: previsão, adaptação e evolução.
Melhoria Contínua ou Kaizen é o programa do sistema da Qualidade que possibilita simultaneamente a avaliação e a melhoria de processos através da própria dinâmica do Ciclo PDCA, onde o resultado de um ciclo permite correções e ajustes no ciclo seguinte.

## FERRAMENTAS

### 2.1 - Fluxograma
Representação gráfica da sequência de etapas e eventos de um processo, através de símbolos padronizados. Oferece ao observador uma visão geral da extensão e limites do processo. Essa abordagem sistêmica é um mapeamento que permite a visualização do processo como um todo facilitando o direcionamento de ações e intervenções para racionalizar ou reordenar etapas, tarefas e procedimentos, eliminar duplicidade de operações, esperas prolongadas e outras não conformidades. É importante também para identificar oportunidades de melhoria, padronizar processos e capacitar colaboradores na sua execução.

### 2.2 - 5W1H
Formulário de planejamento que nomeia os responsáveis e determina as circunstâncias em que tarefas, eventos e processos deverão ser executados. A letra inicial das 5 palavras: What, Who, When, Where, Why e a letra inicial da palavra How, dão título e caracterizam o formulário.
Tanto na gramática do idioma português, quanto na gramática inglesa, pronomes e advérbios têm a mesma função gramatical: os pronomes substituem substantivos e nomes e os advérbios determinam as circunstâncias em que a ação verbal acontece. Traduzindo as palavras para o português na ordem em que aparecem no texto acima, as duas primeiras, Que e Quem são pronomes interrogativos e nomeiam o que será feito, e quem o fará. As quatro últimas; Quando, Onde, Por que e Como são advérbios e determinam respectivamente as circunstâncias de tempo, local, causa e modo; em que tarefas, eventos e processos deverão ser executados.
O escritor inglês Rudyard Kipling que recebeu o Prêmio Nobel de Literatura em 1907 é autor do poema  I Keep six honest serving-man (Mantenho seis serviçais honestos) que deu origem à criação do 5W1H.

### 2.3 - Diagrama de Causa e Efeito
Investiga determinados fatores de causa (material, máquina, mão de obra, método, medida, meio ambiente) para identificar aqueles que possam estar ocasionando efeitos indesejáveis em produtos, serviços ou processos.
O diagrama é composto por uma linha central orientada da esquerda para a direita com ramificações nas partes superior e inferior, essas ramificações são levemente inclinadas para a esquerda dando-lhe um aspecto de espinha de peixe, nome pelo qual é também conhecido. Os fatores de causa selecionados para investigação são anotados nas extremidades das ramificações e logo abaixo deles os itens que o compõe. O efeito indesejável, não conformidade ou problema, è anotado na extremidade direita da linha central.  Identificados os fatores de causa mais prováveis que possam estar ocasionando o efeito indesejável, será decidido qual ferramenta ou método do sistema da Qualidade é mais adequado para análise e solução do problema. Kaoru Ishikawa, criador do Diagrama de Causa e Efeito afirma:o número de fatores de causa é infinito. Em qualquer trabalho e qualquer processo que se escolha, podem-se identificar imediatamente dez ou vinte fatores de causa...,os fatores de causa que influenciarão agudamente o efeito, não são muitos. Se seguirmos o princípio estabelecido por Vilfredo Pareto, tudo o que precisamos fazer é padronizar dois ou três dos fatores de causa mais importante e controlá-los.

### 2.4 - Folha de Verificação
Formulário elaborado especificamente para coletar dados referentes a frequência com que determinados eventos: defeitos, atrasos, perdas e erros, ocorrem em produtos, serviços ou processos.
Essa particularidade exige a identificação do problema e a descrição dos efeitos indesejáveis para a  confecção de um formulário com  conteúdo próprio, relacionando item a item as anomalias detectadas. A Folha de Verificação destina-se a observar e registrar durante um período de tempo, com que frequência esses eventos itemizados ocorrem para, posteriormente, submeter as informações coletadas a um simples tratamento estatístico, o Diagrama de Pareto. Esse diagrama é elaborado com noções elementares de aritmética e viabilizará a analise e solução do problema com base nos  fatos e dados coletados.

### 2.5 - Diagrama de Pareto
Gráfico de barras elaborado com base nos fatos e dados coletados na Folha de Verificação sobre as não conformidades detectadas em produtos, serviços ou processos. O gráfico ordena as frequências anotadas para os eventos, da maior para a menor, priorizando os eventos de maior frequência. Essa ordenação decrescente permite estratificar e separar os poucos eventos vitais dos muitos triviais. Nos poucas vitais – cerca de 20% - deverão ser concentrados todo foco e atenção para controlá-los, porque esses poucos eventos, representam 80% do total dos efeitos indesejáveis.
Vilfredo Pareto, economista e sociólogo que no final do século 19 estudou as relações de causa e efeito entre fenômenos sociais, descobriu que 20% da população de um país detém 80% de toda renda e riqueza desse país. Vários exemplos em diversos setores confirmam o Princípio 80/20 de Pareto; entretanto, é nas empresas que encontramos um dos exemplos mais significativos. A Classificação ABC  de materiais, é uma técnica simples de gerenciamento de estoque que utiliza o Princípio de Pareto para selecionar 20% do quantitativo total de itens em estoque - os itens Classe A – que representam 80% do valor total em estoque na empresa. Nos poucos itens vitais, os da Classe A, deverão ser concentrados todo o foco e atenção para controle do quantitativo físico e financeiro desses materiais, haja vista que representam a maior parcela do valor total em estoque na empresa.

## MÉTODOS

### 3.1 - Método de Análise e Solução de Problemas (MASP)
O Método de Análise e Solução de Problemas foi criado por John Dewey, educador e filósofo que partindo da constatação de que o homem não se detém para pensar e refletir a menos que tenha um problema para resolver; e da concepção da escola pragmática da filosofia moderna de que o pensamento reflexivo deve ser uma ferramenta na resolução dos problemas do dia a dia; Dewey utilizou os fundamentos do método científico para obter conhecimento (observar o fenômeno e testar hipótese) para criar um processo composto pelos seguintes passos, no sentido de obter sucesso na solução de problemas.
- Definir o problema.
- Observar coletar e organizar dados relativos ao problema.
- Propor alternativas de solução.
- Selecionar uma alternativa.
- Testar a alternativa verificando se efetivamente soluciona o problema.
Dewey foi um dos expoentes da escola pragmática da filosofia moderna, corrente filosófica que em oposição ao dualismo inconciliável entre o mundo real e o mundo das ideias da filosofia tradicional, propôs a integração entre prática e teoria, isto é, entre experiência, pensamento reflexivo e método científico.

### 3.2 - Brainstorming (Tempestade de Ideias)
Reunião criativa entre membros de uma mesma equipe ou de um mesmo órgão, grupos de trabalho, pessoas direta e indiretamente envolvidas na solução de um problema ou na geração de novas ideias. 
A reunião é realizada com duração máxima de 90 minutos por um grupo de até 12 pessoas, dentre as quais um Coordenador e um Secretário que conduzirão os trabalhos. Dois princípios e quatro regras básicas serão observadas durante a reunião criativa.

#### - Princípios
1º - apresentação de ideias sem limites de quantidade e sem exigência de qualidade.
2º - julgamento posterior das ideias apresentadas.

#### - Regras Básicas
1 - rejeição de qualquer tipo de crítica.
2 – criatividade e simplicidade sem explicações.
3 - geração de ideias em quantidade máxima.
4 – livre conexão e associação entre as ideias apresentadas.
Inicialmente o Coordenador fará um resumo sobre o assunto em pauta e o objetivo da reunião, informara também que atuará como moderador para que todos possam expor suas ideias.
Em seguida o Secretário afixará em lugar visível, os princípios e regras básicas a serem observados por todos, informando que será o responsável pela anotação resumida das ideias apresentadas.
Após a anotação de todas as ideias e um breve intervalo, o grupo iniciara o processo de análise e seleção, indicando uma ou mais ideias que atendam ao objetivo da reunião. As alternativas de solução serão encaminhadas para teste e verificação de sua eficácia na solução do problema.
Alex Osborn, executivo e publicitário, criou o Braistorming no final da década de 30 com o objetivo de conseguir ideias para a criação de anúncios publicitários. Em 1942 durante 
a II Guerra Mundial publicou o livro How to Think up (Como Criar) que alcançou enorme sucesso, popularizando o Brainstorming e incentivando os americanos à participação no esforço de guerra.
Em 1952 na condição de educador e Vice-Chanceler do Conselho da Universidade de Buffalo publicou o livro Applied Imagination  que, traduzido no Brasil, recebeu o título de 
O Poder Criador da Mente onde Osborn expõe os princípios e processos do pensamento criativo e, com maiores detalhes, o Brainstorming. O livro vendeu milhares de cópias e foi objeto de estudos no MIT- Massachussetts Institute of Technology  e na Universidade de Yale nos Estados Unidos. Nas empresas o Braistorming é utilizado na geração de novas ideias e também para potencializar a criatividade na solução de problemas.